# ミロシュ・ヴァシッチ
ミロシュ・ヴァシッチ（キリル表記：Милош Васић、1859年2月27日 - 1935年10月20日）は、セルビア、ユーゴスラビアの軍人。
ムラデニフカ近郊のネメニクチ出身。ベオグラード大学哲学部で教育を受ける。義勇兵として1876年～1878年の戦争に従軍。1883年、士官学校を卒業し、歩兵少尉となる。1885年～1886年、中隊長。1886年～1887年、軍事アカデミーの教官、教育中隊長。1年間フランスに研修した後、オーストリアの第3師団（リンツ）本部で勤務。1891年、帰国後、参謀本部に勤務し、師団区参謀長、中隊長、国王附属委任将校を歴任。1891年～1899年、軍事アカデミー教授。1895年1月まで将校資格審査委員会の委員だった。1896年から参謀本部の課長、駐ブルガリア駐在武官、第7歩兵連隊長、高等学校の戦術教授。1900年～1901年、国防相。1902年～1903年、駐モンテネグロ外交代表。1906年7月6日、退役。
1912年～1913年のバルカン戦争時、在ギリシア最高司令部代表。1914年7月12日、軍務に復帰し、第2ドナウ師団長に任命。その後、第1軍司令官を代行した。テッサロニキ戦線で、第1軍、後に第2軍を指揮。1917年、イタリア派遣使節団に加わる。
1919年、イタリアとのダルマチア分割に関するセルビア側代表となり、その後1922年1月まで軍を指揮。1922年1月から国防相。1923年11月に退役。